# Avión

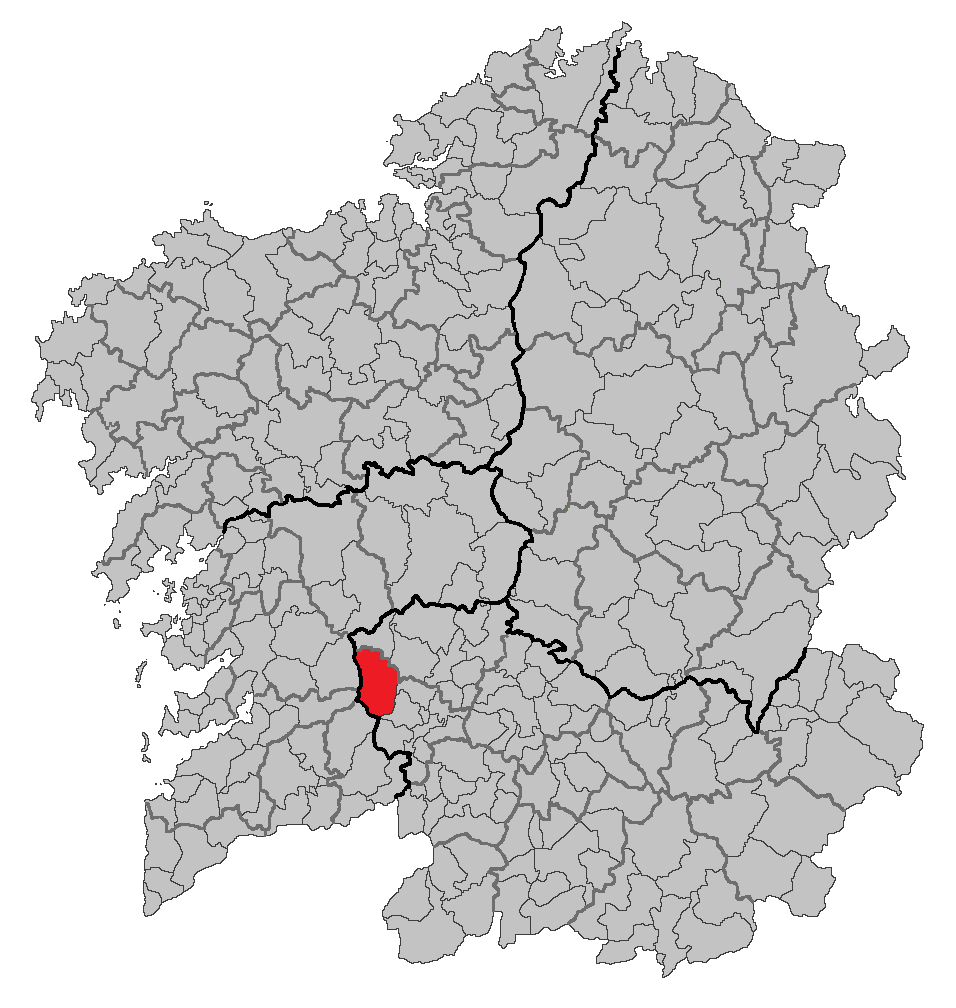
Location of Avión in Galicia.

Avión là một đô thị trong tỉnh Ourense, thuộc vùng Galicia ở tây bắc Tây Ban Nha. Dân số 2775 (Spanish 2001 Census) và diện tích 121 km².